# Преданная (фильм)
«Преданная» (укр. Віддана) — украинский полнометражный фильм по мотивам романа «Феликс Австрия» украинской писательницы Софии Андрухович. Рабочее название «Феликс Австрия». События фильма разворачиваются в XIX веке в австро-венгерской Украине в городе Станиславе. Фильм стал полнометражным дебютом для его режиссёра Кристины Сиволап. В главных ролях — Марианна Янушевич, Алеся Романова и Роман Луцкий.
Лозунг фильма: «Каждый получает то, что хочет. Каждый имеет такую любовь, к которой стремится».
В украинский широкий прокат фильм вышел 16 января 2020 года.

## В ролях
| Актёр                  | Роль                        | Украинский дубляж |
| ---------------------- | --------------------------- | ----------------- |
| Марианна Янушевич      | Стефания Чорненько          | Мария Стопник     |
| Алеся Романова         | Аделя Сколик                |                   |
| Роман Луцкий           | Петр Сколик                 |                   |
| Александр Кобзар       | Доктор Ангео                |                   |
| Себастиан Цибульский   | Шевалье Эрнест Торн         | Кирилл Никитенко  |
| Сергей Волосовец       | Иосиф Ридный                |                   |
| Марина Кошкина         | Иванка Ридна                |                   |
| Ясин Фараджаллах       | Феликс                      |                   |
| Екатерина Кухар        | Мать Феликса                |                   |
| Важа Годердзишвили     | Вельвеле                    | Дмитрий Гаврилов  |
| Елена Галл-Савальская  | Мать Вельвеле               |                   |
| Ада Роговцева          | Княгиня                     |                   |
| Наталья Васько         | Женщина в шляпе             |                   |
| Ирма Витовская         | Соседка Сколиков            |                   |
| Евгений Янович         | Полицейский Войцех          |                   |
| Юрий Андрухович        | Муж соседки Сколиков        |                   |
| Наталья Кос            | Огрядна Пани                |                   |
| Марьяна Фехтель        | Женщина в театре            |                   |
| Карина Мушта           | Аделя Ангер (10 лет)        |                   |
| Роксолана Пяташ        | Стефания Чорненько (10 лет) |                   |
| Ева Горбенко           | Аделя Ангер (2 года)        |                   |
| Милослава Коробова     | Стефания Чорненько (2 года) |                   |
| Валерия Чайковская     | Портрет бабушки Адели       |                   |
| Григорий Богомаз-Бабий | Портрет дедушки Адели       |                   |
| Федор Рыков            | Портрет Франца Иосифа       |                   |
| Надежда Каминская      | Госпожа Зуза                |                   |
| Николай Мох            | Тюремный сторож             |                   |
| Николай Данилюк        | Солдат Рудий                |                   |
| Вадим Куценок          | Солдат Опецькуватый         |                   |
| Виталий Богачек        | Старенький доктор           |                   |
| Сергей Кузик           | Швец Баумель                |                   |
| Вита Таврика           | Жена Баумеля                |                   |
| София Слюсаренко       | Фрума дочь Баумеля          |                   |
| Яна Исаенко            | Авигаиль дочь Баумеля       |                   |
| Юрий Дейнега           | 1-й Чиновник                |                   |
| Александр Лягре        | 2-й Чиновник                |                   |
| Георгий Гавриленко     | Генерал жандармерии         |                   |
| Владимир Збаразський   | Старый работник             |                   |
| Остап Дзядек           | Мужчина с вёдрами           |                   |
| Полина Толмачева       | Жена Товстуна               |                   |
| Елена Толмачева        | 1-я дочь Товстуна           |                   |
| Дарья Жаковская        | 2-я дочь Товстуна           |                   |

Дубляж осуществлено в студии POSTMODERN.

## Смета
Первоначально фильм планировался как общий украинско-польский проект, а режиссёром должен был стать поляк Пётр Домалевский; тогда планировалось, что бюджет фильма будет составлять 2 млн евро. Однако в заявке производителем на патриотический питчинг в Минкульт в 2018 году страной производителем была указана только Украина.
В 2018 году фильм стал одним из победителей конкурса Министерства культуры Украины по предоставлению государственной поддержки фильмам патриотического толка. Общая смета фильма составила ₴60 млн, из них доля Минкульта составила ₴25 млн.

## Производство

### Препродукция
Производителем художественного полнометражного фильма «Преданная» стала киностудия Film.UA, которая приобрела права на экранизацию романа-первоисточника Софии Андрухович в январе 2017 года.
В марте 2019 года стало известно, что фильм будет иметь отличное от книги название «Преданная».
Образы актёров создавала известная художница из костюмов Леся Патока. Для ленты собрано более 300 разнообразных образов жителей конца ХІХ-го начала ХХ-го веков, а это более 1000 костюмов.

### Участие Софии Андрухович
Говоря о своей работе над фильмом, автор романа-источника и соавтор сценария фильма София Андрухович отмечает, что пыталась абстрагироваться от литературных реалий:
«…я понимала, что это сфера, в которой я в практическом смысле мало что соображаю. Когда мне начали показывать всю фабрику производства, я поняла, что мои фантазии очень далеки от кинематографического образа выражения. Это реалистическое восприятие помогало мне держаться на определенном расстоянии. Мне очень повезло с этими людьми. Это был очень полезный опыт. Кроме того, это отразилось на продаже книги. Поэтому это была взаимная поддержка и польза.
Мы много встречались на студии, где строчку за строчкой проходили каждую строчку сценария, каждую сцену. Это было ужасно интересно: разбирать персонажей и ситуации с какой-то другой точки зрения, проговаривать мотивации и ход событий в разных ракурсах, учитывая совсем другие практические предпосылки их существования. На этот раз мои персонажи должны были существовать на экране, должны были выглядеть конкретным, конкретным голосом. Они в меньшей степени зависели от воображения читателя/зрителя. То, что я предлагала в сценарии, во многих случаях оказывалось литературой, которую невозможно использовать в съемках. Я снова и снова переписывала. Это было полезное обучение».

### Съёмки
Съемки фильма «Віддана» начались в апреле 2019 года. В павильоне № 2 киностудии Film.UA для фильма были построены декорации старинного поместья, в котором проживает семья Сколыков. Именно в этих декорациях проходили съемки почти всех интерьерных сцен фильма. Для съемок фильма в Нижиловичах под Киевом на четырёх гектарах земли воспроизвели настоящий город, Ивано-Франковск образца начала XX века. Десятки домов, скамеек, городские учреждения и центральная площадь, а также рынок с торговыми лотками, школьный двор, еврейский квартал и вилла Сколыков. Также во время съемочного процесса были привлечены локации в Киеве, Черновцах и Белой Церкви .
Сцену в театре с участием примы-балерины Екатерины Кухарь и 300 актёров массовых сцен снимали с 30 апреля по 2 мая в Черновицком музыкально-драматическом театре имени Ольги Кобылянской . Всего ко всему съемочному процессу было привлечено 34 актёра и более 500 актёров массовых сцен.
Съемки продолжались 30 дней и завершились в июне 2019 года.

### Постпродукция
Компания Postmodern Digital была ответственна за пост-продакшен ленты.

### Музыка
Композитором фильма стал музыкант Евгений Филатов. Первым саундтреком к фильму стала композиция «Човен» группы «Один в каноэ», дебютировавшая вместе с первым тизером, в новой аранжировке, написанной Филатовым.
12 декабря 2019 года был презентован второй саундтрек к фильму «Вільна» слова к которому написала реперка Alyona Alyona, а исполнили песню в дуэте Тины Кароль и Юлия Санина (солистка группы «The Hardkiss»).

## Релиз

### Маркетинг

Украинский промо-постер № 1

Первый постер фильма «Віддана» был опубликован в апреле 2018 года, его автором стала иллюстратор Светлана Дорошева. Разрабатывая постер, Дорошева вдохновлялась стилем модерн и плакатами чешского художника Альфонса Мухи . Кроме главных персонажей Стефании и Адели, на постере можно увидеть изразцы, которыми украшали печи на Галичине, и знаковые места Ивано-Франковска — дом «Сокола» и виллу Луцкого.
28 марта 2019 вышел первый тизер к фильму.

### Кинотеатральный прокат
Лента вышла в украинский широкий прокат 16 января 2020; дистрибьютор — VLG.FILM .

### Релиз на VOD и телевидении
Лента вышла на VOD-платформах Megogo , Sweet.TV , OLL.TV и 1+1 Video 10 апреля 2020 года. Телевизионная премьера состоялась 24 августа 2020 в День независимости Украины на телеканале «1+1».